# Greatest Hits (Foo Fighters)
Greatest Hits è la prima raccolta del gruppo musicale statunitense Foo Fighters, pubblicata il 3 novembre 2009 dalla Roswell e dalla RCA Records.

## Descrizione
Contiene 12 tra i singoli più famosi pubblicati dal gruppo nel corso della propria carriera, con l'aggiunta della versione dal vivo del brano Skin and Bones (presente nell'omonimo album dal vivo) e di tre inediti: Wheels (unico singolo estratto dalla raccolta e pubblicato il 25 settembre 2009), Word Forward e una versione acustica di Everlong.
Wheels e Word Forward sono stati composti durante il tour di supporto all'album Echoes, Silence, Patience & Grace e registrati specificamente per la raccolta insieme al produttore Butch Vig.
La raccolta venne pubblicata anche in edizione deluxe, con l'aggiunta di un libro e di un DVD che racchiude alcuni brani eseguiti dal vivo e tutti i video musicale del gruppo pubblicati fino a quel momento, compreso quello di Wheels, il quale è stato diretto da Sam Brown (lo stesso che diresse quello di The Pretender).

### Controversia
Il frontman Dave Grohl ha espresso il suo disappunto riguardo alla pubblicazione di un Greatest Hits, motivando che avrebbe preferito aspettare fino a quando il gruppo non avesse deciso di sciogliersi. Tuttavia, l'etichetta discografica attendeva una raccolta da quattro anni e per tale motivazione ha esercitato una clausola nel contratto del gruppo che ha permesso loro di pubblicarlo. Grohl ha spiegato inoltre che avrebbe preferito una lista tracce differente, con la presenza di alcuni brani rispetto ad altri inclusi nella pubblicazione definitiva.

## Tracce
Testi e musiche di Foo Fighters, eccetto dove indicato.
1. All My Life – 4:23
2. Best of You – 4:14
3. Everlong – 4:09
4. The Pretender – 4:27 (Dave Grohl)
5. My Hero – 4:18
6. Learn to Fly – 3:54
7. Times Like These – 4:27
8. Monkey Wrench – 3:50
9. Big Me – 2:12 (Dave Grohl)
10. Breakout – 3:20
11. Long Road to Ruin – 3:48
12. This Is a Call – 3:53 (Dave Grohl)
13. Skin and Bones – 4:02 (Dave Grohl)
14. Wheels – 4:38
15. Word Forward – 3:46
16. Everlong (Acoustic) – 4:10 (Dave Grohl)

Tracce bonus nell'edizione deluxe di iTunes
1. Wheels (Video) – 4:40
2. Everlong (Live from Everywhere but Home) (Video) – 4:35
3. Breakout (Live at Hyde Park) (Video) – 4:29
4. Skin and Bones (Video) – 4:00
5. All My Life (Live at Wembley Stadium) (Video) – 4:30

The Music Videos – DVD bonus nell'edizione deluxe
1. I'll Stick Around
2. Big Me
3. Monkey Wrench
4. Everlong
5. My Hero
6. Walking After You
7. Learn to Fly
8. Next Year
9. All My Life
10. Times like These
11. Low
12. Best of You
13. DOA
14. Resolve
15. The Pretender
16. Long Road to Ruin
17. Wheels
18. Everlong (Live from Everywhere but Home)
19. Breakout (Live from Hyde Park)
20. Skin and Bones (Live from Skin and Bones)
21. All My Life (Live from Wembley)

## Formazione
Gruppo
- Dave Grohl – voce, chitarra, batteria (tracce 3, 5, 8–9 e 12), basso (tracce 9 e 12), chitarra acustica (tracce 13 e 16)
- Chris Shiflett – chitarra (tracce 1-2, 4, 7, 11, 13-15)
- Pat Smear – chitarra elettrica (tracce 3, 5 e 8), chitarra acustica (traccia 13)
- Nate Mendel – basso (eccetto tracce 9 e 12)
- Taylor Hawkins – batteria (eccetto tracce 3, 5, 8-9 e 12), cori (tracce 4 e 11)

Altri musicisti
- Rami Jaffee – organo e fisarmonica (traccia 13)
- Petra Haden – mandolino (traccia 13)
- Drew Hester – percussioni (traccia 13)

## Classifiche

### Classifiche settimanali
| Classifica (2009-21) | Posizione massima |
| -------------------- | ----------------- |
| Australia            | 1                 |
| Austria              | 10                |
| Belgio (Fiandre)     | 3                 |
| Belgio (Vallonia)    | 28                |
| Canada               | 6                 |
| Danimarca            | 23                |
| Finlandia            | 22                |
| Germania             | 8                 |
| Grecia               | 17                |
| Italia               | 14                |
| Messico              | 62                |
| Norvegia             | 7                 |
| Nuova Zelanda        | 1                 |
| Paesi Bassi          | 9                 |
| Regno Unito          | 4                 |
| Spagna               | 25                |
| Stati Uniti          | 11                |
| Svezia               | 12                |
| Svizzera             | 16                |

### Classifiche di fine anno
| Classifica (2021) | Posizione |
| ----------------- | --------- |
| Regno Unito       | 65        |
| Classifica (2022) | Posizione |
| Australia         | 46        |
| Nuova Zelanda     | 33        |
| Regno Unito       | 59        |